# Rotacja (bilard)
Rotacja (ang. rotation) – gra bilardowa rozgrywana na stole do ósemki. Gra przeznaczona jest dla dwóch graczy w dowolnym stopniu zaawansowania.

## Używane bile
Zestaw bil do ósemki: piętnaście ponumerowanych kolejno od 1. oraz bila biała.

## Ustawienie początkowe
Bile ustawione są jak do ósemki (kolorowe w trójkącie, biała na polu startowym, 1 z przodu, 2 i 3 w rogach, 15 w środku). 

## Cel gry
Zdobyć co najmniej 61 punktów.

## Zasady
Gracze na zmianę podchodzą do stołu i starają się wbić najwięcej bil, kończą turę po faulu, bądź po niewbiciu bili. Przy uderzeniu biała bila jako pierwszej musi dotknąć bili z najmniejszym numerem na stole. Za wbitą bilę otrzymuje się liczbę punktów równoważną numerowi bili. Wygrywa gracz z największą liczbą punktów (suma punktów to 120).

## Podstawowa strategia
Gracz musi bić w bilę o najniższym numerze na stole, jednak za jej pomocą może wbić bile o numerach wyższych. Warto również w niektórych sytuacjach (gdy gracz nie liczy w tej turze na wiele punktów) zrezygnować z wbijania bil i postarać się zasłonić przeciwnikowi bilę z najniższym numerem na stole (gracz liczy na faul przeciwnika).